# Tomiya
Tomiya (japanska: 富谷市?, Tomiya-shi) är en stad i Miyagi prefektur i Japan. Staden fick stadsrättigheter 2016.